# 154. pr. Kr.
◄ | 3. stoljeće pr. Kr. | 2. stoljeće pr. Kr. | 1. stoljeće pr. Kr. | ►
◄ | 180-ih pr. Kr. | 170-ih pr. Kr. | 160-ih pr. Kr. | 150-ih pr. Kr. | 140-ih pr. Kr. | 130-ih pr. Kr. | 120-ih pr. Kr. | ►
◄◄ | ◄ | 157. pr. Kr. | 156. pr. Kr. | 155. pr. Kr. | 154 pr. Kr. | 153. pr. Kr. | 152. pr. Kr. | 151. pr. Kr. | ► | ►►
Astronomija

## Događaji
- Započele borbe Rimljana protiv Luzitanaca u Španjolskoj, koje su trajale do 133. pr. Kr.

## Vanjske poveznice
|  | Zajednički poslužitelj ima još gradiva o temi 154. pr. Kr. |